# کارچلس
کارچِلِس (به اسپانیایی: Cárcheles) یکی از دهستان‌های استان خائن در کشور اسپانیا است. این شهر با مساحت ۴۳ کیلومتر مربع، ۱۴۹۷ تن جمعیت دارد.